# Fonte (Itália)
Fonte é uma comuna italiana da região do Vêneto, província de Treviso, com cerca de 5.479 habitantes. Estende-se por uma área de 14 km², tendo uma densidade populacional de 391 hab/km². Faz fronteira com Asolo, Crespano del Grappa, Paderno del Grappa, Riese Pio X, San Zenone degli Ezzelini.

## Demografia
| Variação demográfica do município entre 1861 e 2011                               |
|                                                                                   |
| Fonte: Istituto Nazionale di Statistica (ISTAT) - Elaboração gráfica da Wikipedia |